# Pikarden
Als Pikarden (Pikarti) wird eine Gruppe religiöser Flüchtlinge aus der Picardie bezeichnet, die sich vor 1420 unter ihrem Anführer Richardus Picard zunächst in der Stadt Tábor in Böhmen ansiedelten.
Picards Nachfolger wurde der Schmied Adam Rohan aus Veselí, nach dem sie auch als Adamiten bezeichnet wurden. Sie wurden aus Tábor von den Hussiten vertrieben und siedelten sich in der Nähe von Příběnice an und besetzten Ostrov. Jan Žižka ließ sie 1421 vernichten, 50 wurden verbrannt, weitere 25 dem Volkszorn freigegeben.
Die Pikarden waren radikale Hussiten. In ihrer Messe verzichteten sie auf Kelch und Ornat, sie verwendeten gewöhnliches Brot. Die Pikarden glaubten, dass eine perfekte Seele keine Tugend nötig hätte. Ihre Ideen beeinflussten Martin Húska, der sich aber von ihnen fernhielt. Ähnlich den Adamiten sollen sie einen rituellen Nudismus geübt und Liebesfeste veranstaltet haben.